# 贝尔蒂奥洛
贝尔蒂奥洛（義大利語：Bertiolo），是意大利乌迪内省的一个市镇。总面积26.21平方公里，人口2536人，人口密度96.8人/平方公里（2009年）。ISTAT代码为030010。